# 바딤 아브라모프
바딤 칼레노비치 아브라모프(우즈베크어: Vadim Karlenovich Abramov, 아르메니아어: Վադիմ Կառլենովիչ Աբրամով, 러시아어: Вади́м Карле́нович Абра́мов, 1962년 8월 5일 ~ )는 아제르바이잔에서 태어난 아르메니아계 우즈베키스탄의 전 축구 선수이자 현 축구 지도자로 현재 디나모 사마르칸트의 감독직을 맡고 있다.

## 경력
2003년부터 2005년까지 아브라모프는 트락토르 타슈켄트의 감독으로 일했다. 2004년 우즈베키스탄 컵 결승에 올랐고, 이듬해 리그 4위에 올랐다. 2006년, 그는 PFC 로코모티프 타슈켄트의 감독이 되었다. 클럽은 2009년 시즌을 6위로 마감하였다. 2010년 4월 6일, 압둘라모프는 미르잘랄 카시모프의 후임으로 우즈베키스탄 축구 국가대표팀 감독으로 임명되었다.
2011년 AFC 아시안컵에서 우즈베키스탄 축구 국가대표팀의 감독을 맡았다.
2011년 아시안컵의 첫 경기에서 그들은 카타르를 2-0으로 이겼다. 그들은 요르단과 맞붙은 준준결승에 진출했다. 요르단을 2-1로 이긴 후, 우즈베키스탄은 호주에게 패한 준결승전에 진출하였다. 그들은 결국 3위 플레이오프에서 대한민국에 패한 후 4위로 경기를 마쳤다. 2012년 6월 4일, 2014년 FIFA 월드컵 아시아 지역 예선에서 이란에게 0-1로 패한 후, 그는 사임하였다.
2013년 11월 28일, 아브라모프는 FC 아스타나의 신임 감독으로 임명되었다. 2주 후 구단과 계약이 취소되었다.
2014년 2월 13일, 그는 전임 하킴 푸자일로프가 해임되면서 로코모티프 타슈켄트의 신임 감독으로 임명되었다. 아브라모프는 2008년~2010년 로코모티프에서 활동한 후 친정팀으로 복귀하였다. 그는 로코모티프에서 1년 이상 일했다. 아브라모프가 이끄는 로코모티프는 2014년 우즈베키스탄 컵을 우승하였고, 팀은 다시 준우승을 하였다. 2015년 3월 8일 우즈베키스탄 슈퍼컵에서 우승 팀인 파흐타코르 타슈켄트 FK를 4-0으로 누르고 우승을 차지했다. 2015년 10월 17일, 그는 리그 경기에서 몇 차례 부진한 성적을 거두며 해임되었다.
2019년 9월 24일, 아브라모프는 우즈베키스탄 축구 국가대표팀의 감독으로 두 번째로 선임되었다.